# Championnat du Paraguay de football 1914
Navigation
Édition précédente Édition suivante
La 8e édition du championnat du Paraguay de football est remportée par le Club Olimpia. C’est le deuxième titre de champion du club. Olimpia l’emporte sur le Club Cerro Porteño. Club River Plate complète le podium. 

## Les clubs de l'édition 1914
| \| Asuncion: · Olimpia · Nacional · Sol de América · Guaraní · Cerro Porteño · River Plate Asuncion \| Localisation des clubs engagés dans le championnat. |
| Asuncion: · Olimpia · Nacional · Sol de América · Guaraní · Cerro Porteño · River Plate Asuncion                                                           |

| Club                | Stade | Capacité | Ville    |
| ------------------- | ----- | -------- | -------- |
| Club Cerro Porteño  | -     | -        | Asuncion |
| Club Guaraní        | -     | -        | Asuncion |
| Club Olimpia        | -     | -        | Asuncion |
| Club Nacional       | -     | -        | Asuncion |
| Club River Plate    | -     | -        | Asuncion |
| Club Sol de América | -     | -        | Asuncion |

## Compétition

### Classement
| Rang | Équipe              | Pts | J  | G | N | P | Bp | Bc | Diff |
| ---- | ------------------- | --- | -- | - | - | - | -- | -- | ---- |
| 1    | Club Olimpia        | 15  | 10 | . | . | . | .  | .  | 0    |
| 2    | Club Cerro Porteño  | 15  | 10 | . | . | . | .  | .  | 0    |
| 3    | Club River Plate    | 9   | 10 | . | . | . | .  | .  | 0    |
| 4    | Club Sol de América | 8   | 10 | . | . | . | .  | .  | 0    |
| 5    | Club Nacional       | 6   | 10 | . | . | . | .  | .  | 0    |
| 6    | Club Guaraní        | 5   | 10 | . | . | . | .  | .  | 0    |

| Légende : Qualifications et relégations | Légende : Qualifications et relégations |
| --------------------------------------- | --------------------------------------- |
|                                         | Champion du Paraguay                    |
|                                         | Relégation en deuxième division         |
|                                         | (T) : Tenant du titre (P) : Promus      |

## Bilan de la saison
| Championnat du Paraguay de football 1914                             |                         |
| Champion                                                             | Club Olimpia (2e titre) |
| Promotions et relégations                                            |                         |
| Promus en Primera División                                           |                         |
| Relégués en Championnat du Paraguay de football de deuxième division |                         |